# 扎耶查爾區
扎耶查爾區是塞爾維亞東部的行政区，行政中心为扎耶查爾。该区東鄰保加利亞。行政区面積为3,623平方公里，2022年人口数量为96,715人。

## 城市和市镇
扎耶查尔区的范围包括一个城市和6个市镇：
- 扎耶查爾（城市）
- 博列瓦茨
- 克尼亞熱瓦茨
- 索科礦泉村